# Anzeigenverlag
Ein Anzeigenverlag ist eine Verlagsform und gleichzeitig ein Unternehmen, welches in der Werbebranche anbietet.  
Unternehmen senden ihre Aufträge an den Anzeigenverlag. Sie legen dabei fest, welche Zielgruppe angesprochen werden soll. Dafür müssen sie einen vorher für den gesamten Auftrag vereinbarten Pauschalpreis entrichten. 
Ein Anzeigenverlag bekommt seine Adressen aus Datenbanken oder Adressbüchern oder via Crawler.
Medien können Flyer, Poster und Inserate in Zeitungen und Zeitschriften sein, welche den Bekanntheitsgrad eines Unternehmens bzw. seiner Waren oder Dienstleistungen erhöhen. 